# Liberalismo y conservadurismo en México

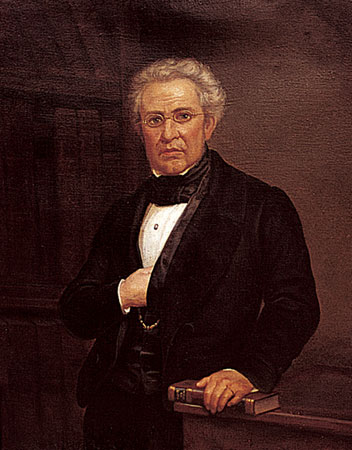
Lucas Alamán

El liberalismo y el conservadurismo fueron las dos facciones políticas predominantes en México durante gran parte del siglo XIX. Se trata de dos partidos de inspiración europea cuyos antecedentes provienen de las logias masónicas escocesa y yorkina. Son dos colectivos donde participaban en mayor medida las élites burguesas y aristocráticas mexicanas, herencia de los estamentos más poderosos e influyentes del extinto Virreinato de la Nueva España; como eran los criollos, el clero, los altos mandos del ejército y los grandes terratenientes. Agrupaban diferentes ideologías, algunas veces contradictorias al interior de sus propios postulados. No obstante, nunca se organizaron institucionalmente como los partidos políticos actuales (ya que en México eso se empieza a dar aproximadamente en torno a la Revolución de 1910).
Estos dos bandos contribuyeron a la terrible inestabilidad institucional de la primera mitad del siglo XIX, debido a las constantes luchas entre ambos (a veces inclusive de manera interna contra colegas del mismo partido), que muchas veces terminaban en insurrecciones y guerras civiles. Igualmente, colaboraron al desarrollo del sistema económico capitalista de la segunda mitad del siglo XIX, bajo el consenso del positivismo en los últimos años de la presidencia del liberal Benito Juárez y durante gran parte de la dictadura del liberal Porfirio Díaz. Sin embargo, en el ámbito escolar mexicano se suelen estudiar de una manera maniquea, generando una cierta percepción popular de "héroes" contra "traidores". Esto es resultado del aparente triunfo liberal de la Revolución de 1857, al menos en el discurso y la retórica política.
Entre sus militantes se encontraban José María Luis Mora, Lucas Alamán, Antonio López de Santa Anna, Valentín Gómez Farías, Anastasio Bustamante, Melchor Ocampo, Nicolás Bravo, Juan Álvarez, Tomás Mejía, Ignacio Comonfort, Félix María Zuloaga, Benito Juárez, Miguel Miramón, Sebastián Lerdo de Tejada, Juan Nepomuceno Almonte, José María Iglesias, Rafael Martínez de la Torre o Porfirio Díaz.

## Liberalismo
Su principal ideólogo fue José María Luis Mora cuyo pensamiento estaba orientado a la Ilustración francesa y española, así como al liberalismo moderado francés de los últimos años de la Revolución de 1789 (durante los gobiernos del Directorio y el Consulado) y del estadounidense en el marco de la Revolución de 1776. 
A diferencia de otros liberales de la época, Mora fue partidario del sufragio censitario frente al popular masculino. Simpatizaba con la descentralización del Estado para así debilitar los fueros militares. Es por lo anterior que la mayoría de los liberales de la primera mitad del siglo XIX favorecían al federalismo, donde el gobierno federal (esencialmente el poder ejecutivo) debería ser débil, pero la fortaleza debería recaer en las entidades federativas (y sus representantes en el poder legislativo). Apoyaba la economía basada en el libre comercio. Inicialmente, se consideraba monárquico, pues fue partidario de hacer cumplir el Plan de Iguala y los Tratados de Córdoba para otorgar el trono mexicano a un monarca español de la Casa de Borbón; aunque, como otros liberales de la época, se opuso a la monarquía de Agustín Iturbide. Pasó a ser republicano hacia la década de 1830. Fue el principal asesor del presidente Valentín Gómez Farías, y junto a este impulsó reformas que incluían la instrucción pública en manos del Estado, la separación de la Iglesia y el Estado, la supresión del diezmo y la secularización de los bienes del clero. Es por eso último que todos los liberales de la primera mitad del siglo XIX defendían al Estado laico. Finalmente, fue perseguido por los gobiernos conservadores sucesorios. Por lo que tuvo que exiliarse en Europa, donde murió en 1850.
Se considera a la Constitución de 1857 como la consolidación del liberalismo mexicano decimonónico.

## Conservadurismo
En contraparte, su principal ideólogo fue Lucas Alamán cuyo pensamiento estaba influido por la herencia cultural hispánica del antiguo virreinato, sobre todo en el tema de la Iglesia Católica, razón por la que la gran mayoría de los conservadores de la época defendían el Estado confesional. Era simpatizante del conservadurismo francés en torno a la Revolución de 1789 y la Restauración Borbónica. Pero también de las obras del irlandés Edmund Burke, quien a su vez aceptaba el legado de la Revolución Gloriosa sobre la democracia representativa, los derechos políticos de la ciudadanía, la separación de poderes del Estado, y las instituciones de control para evitar los excesos del absolutismo. Es decir, los conservadores mexicanos de la primera mitad del siglo XIX, al igual que los liberales de la época, no buscaban restablecer totalmente el Antiguo Régimen, sino que únicamente pretendían mantener los privilegios que habían heredado por la anterior jerarquía virreinal. De esta manera, se trataba de los estamentos que más se había visto afectados por las reformas liberales de la Constitución de 1812 y que podrían ser más perjudicados por las posibles reformas del liberalismo mexicano.
Entonces, Alamán fue partidario del proteccionismo para contrarrestar los efectos negativos de las importaciones textiles británicas y la parálisis de los obrajes metalúrgicos mexicanos. Es por esto que fomentaba la industrialización del nuevo país a través del Banco de Avío, cuyo objetivo principal era otorgar préstamos a grandes empresarios privados para la compra de maquinaria, así como para reactivar sus actividades agrícolas en las haciendas. Su labor más importante la desarrolló en el entonces Ministerio de Relaciones Exteriores, donde promovió el acercamiento con los países hispanoamericanos frente al expansionismo norteamericano, razón por la que se opuso a la colonización de Texas por parte de residentes angloamericanos. Es quizás también por lo anterior, que la gran mayoría de los conservadores de la época favorecían al Estado unitario fuertemente centralizado, pues creían que así se lograría un gobierno eficaz y eficiente para garantizar la seguridad nacional. También Intentó de fijar los límites entre México y Estados Unidos conforme al Tratado Adams-Onís. Logró que el Reino Unido reconociera a México y promovió el reconocimiento de Guatemala ante el Congreso.
Se consideran a la Constitución de 1836 y la Constitución de 1843 como la consolidación del conservadurismo mexicano decimonónico. Previo a la década de 1860, la gran mayoría de los conservadores se consideraban republicanos. Únicamente, entre 1860 y 1870, abogaron por la monarquía.